# 비어트리스 웹

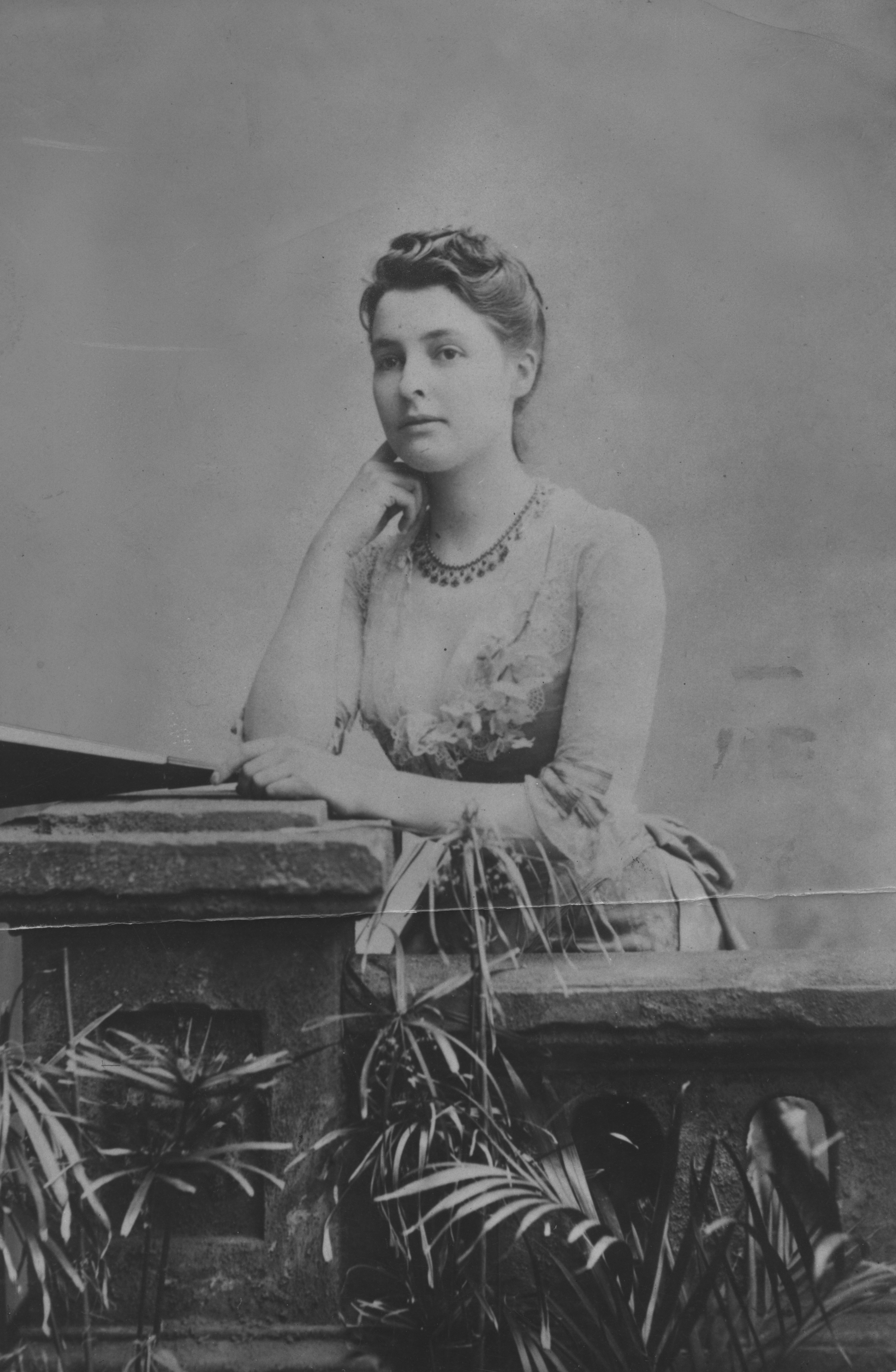
1885년경의 웹

패스필드 남작부인 마르다 비어트리스 웹(Martha Beatrice Webb, Baroness Passfield, FBA, 1858년 1월 22일 ~ 1943년 4월 30일)는 영국의 사회학자, 경제학자, 사회주의자, 노동 역사가 및 사회 개혁가였다. 런던 정치경제대학교의 창립자 중 한 명이었으며 페이비언 소사이어티를 형성하는 데 중요한 역할을 했다.
비어트리스 웹은 1890년 페이비언 소사이어티를 통해 시드니 웹을 만났고, 그들은 1892년에 결혼하여 아일랜드 노동조합 기록을 연구하는 신혼여행을 보냈다. 그들의 51년 결혼 생활에는 LSE 창설을 포함한 많은 합작회사가 포함되어 있었다.
여성들은 런던 정치경제대학교에서 처음부터 공부하고 가르쳤으며, 비어티리스 웹은 학교 초기에 노동 조합주의와 노동 시장에서의 자유 경쟁에 대해 런던 정치경제대학교에서 가르쳤다.
런던 정치경제대학교 밖에서도 똑같이 활동적이었다. 1900년대 초, 비어트리스 웹은 보고서를 썼다. 그것은 빈곤의 사실과 해결책에 대한 위원회의 조정자와의 의견 불일치에서 나왔다. 비어트리스 웹의 보고서는 교육, 의료, 연금 및 일을 수강하는 국가 및 지역 복지 제공의 필요성을 상세히 기술하고 있다. 젊은 윌리엄 베버리지는 웹 부부와 평생 동안 관계를 맺었고, 비어트리스 웹이 죽기 1년 전인 1942년에도 비슷한 보고서를 작성한 것으로 유명하다.

## 같이 보기
- 여성주의 경제학